# Rainbow Ruby
Rainbow Ruby (Koreaans: 레인보우 루비; Vasteland Chinees Mandarijn: 彩虹宝宝) is een tekenfilmserie geproduceerd door 38°C Animation Studio en CJ E&M Corporation in Zuid-Korea, China Entertainment Corporation in Volksrepubliek China, en DHX Media in Canada. De Nederlandse nasynchronisatie van de tv-serie wordt uitgezonden door JimJam Benelux.

## Personages
- Ruby (Nederlandse stem: Janneke van Dooren)
- Moeder en vader van Ruby
- Gina (Nederlandse stem: Canick Hermans)